# Léon-François-René Carmille
Léon-François-René Carmille, francoski general, * 1886, † 1945.